# Christliche Schule Johanneum Hoyerswerda
Die Christliche Schule Johanneum ist eine staatlich anerkannte Ersatzschule in Hoyerswerda, die aus den Schulformen Oberschule und Gymnasium besteht. Sie wurde nach Johannes dem Täufer benannt. Bekannt wurde die Schule mit christlichem Leitbild unter anderem durch den Besuch des Bundespräsidenten Horst Köhler.

## Geschichte
Gegründet wurde die Schule am 21. August 1992 unter dem Namen Evangelisches Gymnasium Johanneum als drittes Gymnasium in Hoyerswerda mit 12 Lehrern und 172 Schülern. Anerkannt wurde es im Juli 1996, so dass im Jahre 1997 das erste Abitur abgelegt werden konnte. Am 1. Dezember 2005 legte die Kirche die Trägerschaft der Schule aufgrund sinkender Schülerzahlen ab, sie wurde von dem neugegründeten Schulträgerverein Johanneum Hoyerswerda übernommen. Zu diesem Zeitpunkt hatte das Gymnasium 400 Schüler und 39 Lehrer.
Am 27. April 2006 besuchte Bundespräsident Horst Köhler zusammen mit dem sächsischen Ministerpräsidenten Georg Milbradt die Schule. Dabei lobte er das Lehrer-Schüler-Verhältnis und erinnerte an den damals noch unfertigen Bau der Turnhalle. Am 19. Mai 2007 fand auch der Rittertag der Schlesischen Genossenschaft des Johanniterordens in der Schule statt.
Seit dem Schuljahr 2016/17 wurde das Angebot mit einer 5. Klassen im Bildungsgang Oberschule erweitert und der Name der Schule wurde in Christliche Schule Johanneum geändert.

## Feste
Jedes Jahr findet das Johannesfest statt, das auch als Gründungsfest verstanden wird. Zudem gibt es traditionelle Feste zum 11. November, Fasching und einen Tag der offenen Tür. Auch weitere Fest sind traditionell etabliert, so beispielsweise der Chaostag und die Mottowoche der Abiturienten sowie ein Weihnachtstheaterstück, welches von den Englisch Grundkursen eingeübt und aufgeführt wird.

## Leitbild
Das Leitbild des Johanneums orientiert sich am christlichen Menschenbild und an der Bibel. Ziel ist es dabei, die Schüler zu einem sozialen und verantwortungsvollen Lebensweg zu führen. Dafür gibt es aus theologischer Sicht Schulgottesdienste und Sozialpraktika, auf der pädagogischen Seite werden die Schlagworte Geduld, gegenseitiger Respekt und gegenseitige Offenheit genannt, wobei dies sowohl auf die Lehrer-Schüler- als auch auf die Schüler-Schüler-Beziehung zutreffen soll. Dabei versteht sich das Johanneum als schola semper reformanda, also als Schule, die ständig ihre pädagogischen und strukturellen Mittel überprüfen muss, um eine gute Erziehung zu halten.

## Schüler
Je ein Drittel der Schüler sind evangelisch, katholisch und konfessionslos. Nur etwa die Hälfte von ihnen kommt aus Hoyerswerda, der Rest aus dem Umland, vor allem um Spremberg, Senftenberg und Bautzen. Die wählbaren Fremdsprachen sind mit Französisch, Latein, Russisch, Altgriechisch und Spanisch vergleichsweise zahlreich.

## Arbeitsgemeinschaften
Es gibt eine Vielzahl handwerklicher, sprachlicher und künstlerischer Angebote, welche außerhalb des regulären Unterrichts stattfinden.